# Torstein Eckhoff
Torstein Einang Eckhoff, född 5 juni 1916 i Vestre Slidre, Oppland fylke, död 17 april 1993 i Köpenhamn, var en norsk jurist.
Eckhoff var anställd vid norska justitiedepartementets lagavdelning 1945–53, blev docent i rättsvetenskap vid Universitetet i Oslo 1953 och var professor där 1957–86. Han ägnade sig åt bland annat civilprocess, förvaltningsrätt, allmän rättslära, statsrätt och rättsfilosofi. Han tilldelades Fridtjof Nansens belønning for fremragende forskning 1974. År 1986 utnämndes han till hedersdoktor vid Åbo universitet.